# Зарицький Ромуальд
Ромуальд Зари́цький (нар. 1863, Львівщина — пом. 1932) — український музично-громадський діяч, видавець, композитор. Батько співачки Євгенії Зарицької.

## Біографія
Народтвся у 1863 році на Львівщині. З 1889 року займався організацією концертів Станіславі, зокрема щорічних Шевченківських вечорів. Був співзасновником і впродовж 1894–1900 років очоював станіславське товариство «Боян», при якому створив музичний та концертний гуртки (1904 року реорганізовані в музичну школу), а також музичну бібліотеку. 
У 1901–1903 роках викладав гру на цитрі у музичній школі при Руському інституті для дівчат у Перемишлі. Впродовж 1903–1906 років очолював «Боян» у Львові. Згодом жив і працював у Перемишлі і Рава-Руській. Помер у 1932 році.

## Творчість і видавнича діяльність
Автор музики до драматичної алегорії «Небесні співці» Сильвестра Яричевського (1902), хорів.
Протягом 1904—1907 років у Львові видавав «Ілюстрований музичний калєндар», присвячений музичному життю Галичини. Видання вміщувало нариси про українських композиторів Дмитра Бортнянського, Артема Веделя, Миколу Лисенка, Віктора Матюка, Порфирія Бажанського, диригента Ярослава Вітошинського, співачку Соломію Крушельницьку; історію сільських хорів, «Боянів», «Бандуриста». Опублікував:
- автобіографію Дениса Січинського;
- «Короткий начерк науки гармонії і композиції» Віктора Матюка;
- статті «Гуцульські інструменти» Володимира Шухевича з цінними ілюстраціями.

власні праці
- «Іван Біликовський», 1904;
- «Дещо про практичні інструменти до науки гармонії», 1906;
- «Осип Вітошинський», 1907.